# Java OpenStreetMap Editor
Java OpenStreetMap Editor (JOSM) est un logiciel libre permettant d'éditer OpenStreetMap (OSM) sur ordinateur.

## Historique
Initialement développé en 2005 par Immanuel Scholz, il est maintenu par Dirk Stöcker. Comme son nom le laisse penser, il est développé en Java et peut donc être utilisé sur les systèmes d'exploitation bénéficiant de l'environnement Java SE. Il s'agit d'un éditeur indépendant utilisable hors-ligne, contrairement à l'un des autres éditeurs de données OpenStreetMap nommé Potlatch éditeur Flash accessible sur le site OpenStreetMap. 

## Popularité auprès du contributorat
Au mois de février 2013, JOSM est de loin l'éditeur OpenStreetMap le plus utilisé en nombre de groupes de modifications et d'éditions, devant Potlatch 2, mais n'est qu'en seconde position derrière ce dernier en ce qui concerne le nombre d'utilisateurs.

## Fonctionnalités
JOSM permet de charger à la fois des données locales et des données de la base de données d'OpenStreetMap. Il permet de travailler avec plusieurs types de données (traces GPS chargées au format GPX qui est un  fichier XML ayant un espace de nom standardisé pour le GPS, photos aériennes, enregistrement audio, etc.). Il permet de charger et éditer les nœuds, chemins, balises de méta-données et relations de la base de données d'OpenStreetMap. 
JOSM est développé de manière modulaire et possède une interface pour des plugins, ceux-ci étant développés par de nombreux utilisateurs d'OSM indépendants de l'équipe de développement. Le logiciel est mis à jour très régulièrement et le site propose deux versions de JOSM : la version latest, dernière version publiée ; une version tested déjà testée et approuvée, a priori plus stable. De nombreuses traductions du logiciel sont disponibles et réalisées par la communauté libre via la plateforme Launchpad.
Le plugin cadastre-fr affiche dans un calque les plans cadastraux issus du serveur WMS du cadastre français. L'usage de cette fonctionnalité requiert de définir la projection appropriée.